# Carolyn Ann Seaward
Carolyn Ann Seaward est une actrice anglaise née le 20 décembre 1960 dans le Devon (Cornouailles).

## Biographie
Elle est Miss Angleterre 1979 et Miss Royaume-Uni 1979.

## Filmographie
- 1983 : Octopussy